# Killygordon
Killygordon (iriska: Cúil na gCuirridín) är en ort i republiken Irland.   Den ligger i grevskapet County Donegal och provinsen Ulster, i den norra delen av landet, 190 km nordväst om huvudstaden Dublin. Killygordon ligger 56 meter över havet och antalet invånare är 608.
Terrängen runt Killygordon är lite kuperad. Runt Killygordon är det glesbefolkat, med 16 invånare per kvadratkilometer. Närmaste större samhälle är Letterkenny, 17,0 km norr om Killygordon. Trakten runt Killygordon består i huvudsak av gräsmarker.